# Woman's Journal
Le Woman's Journal était un journal américain traitant des droits des femmes publié de 1870 à 1931.

## Histoire

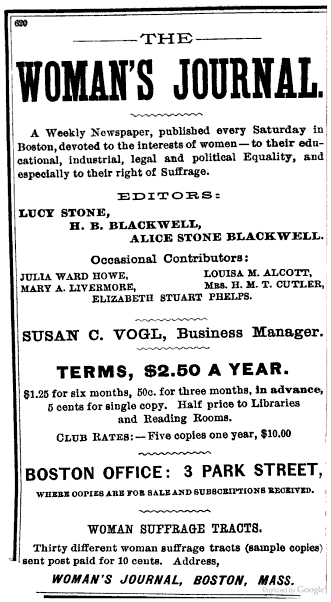
Publicité pour le Woman's Journal, en 1887.

Le Woman's Journal fut fondé en 1870 à Boston, Massachusetts par Lucy Stone et son mari Henry Browne Blackwell en tant qu'hebdomadaire. Le journal absorba The Agitator de Mary A. Livermore, ainsi qu'un périodique moins connu appelé Woman's Advocate.
Le premier article fut publié le 8 janvier, deux ans après la première publication de Susan B. Anthony', The Revolution. Stone et Blackwell étaient éditeurs, avec l'assistance de Livermore. Julia Ward Howe fut éditrice de 1872 à 1879. La fille de Stone et Blackwell, Alice Stone Blackwell, commença à éditer en 1883, puis reprit en tant que seule éditeur après la mort de son père en 1909, et ce jusqu'en 1917. Les collaborateurs incluaient  Antoinette Brown Blackwell, Mary Johnston (en), Elizabeth Stuart Phelps Ward, Stephen S. Wise, Zona Gale, Florence Kelley, Witter Bynner, Ben B. Lindsey, Louisa May Alcott et Caroline Bartlett Crane. William Lloyd Garrison était un collaborateur récurrent. Vers 1887, le siège social fut déplacé à Boston sur Park Street.
Le Woman's Journal refusait de diffuser des publicités pour le tabac, l'alcool ou les médicaments.
En 1910, le Woman's Journal absorba Progress, l'organe officiel de la National American Woman Suffrage Association (NAWSA) dont il remplit le rôle jusqu'à 1912, date à laquelle il fut renommé Woman's Journal and Suffrage News. En 1915, la diffusion atteint 27 634 exemplaires, contre 2 328 unités en 1909.
En 1917, le Woman's Journal fut acheté par Leslie Woman Suffrage Commission de Carrie Chapman Catt pour 50,000 $, et fusionna avec The Woman Voter, le journal officiel du "Woman Suffrage Party" de New York, et le National Suffrage News de NAWSA. Il fut renommé sous le titre de Woman Citizen. Il fut l'organe de presse officiel de la NAWSA jusqu'en 1920, date à laquelle celle-ci fut transformée en League of Women Voters (« Ligue des électrices »), une fois le XIXe amendement de la Constitution des États-Unis accepté et le droit de vote accordé aux femmes.
Les publications de Woman Citizen ralentirent, passant d'un exemplaire par semaine à un exemplaire toutes les deux semaines, puis un exemplaire par mois. En 1927, il est renommé The Woman's Journal. La publication cesse en juin 1931.